# Hygrosoma
Genre
Hygrosoma est un genre d’oursins (échinodermes) réguliers abyssaux de la famille des Echinothuriidae.

## Liste des espèces
Selon World Register of Marine Species (12 octobre 2014) :
- Hygrosoma hoplacantha (Thomson, 1877) -- Indo-Pacifique
- Hygrosoma luculentum (A. Agassiz, 1879) -- Indo-Pacifique
- Hygrosoma petersii (A. Agassiz, 1880) -- Atlantique

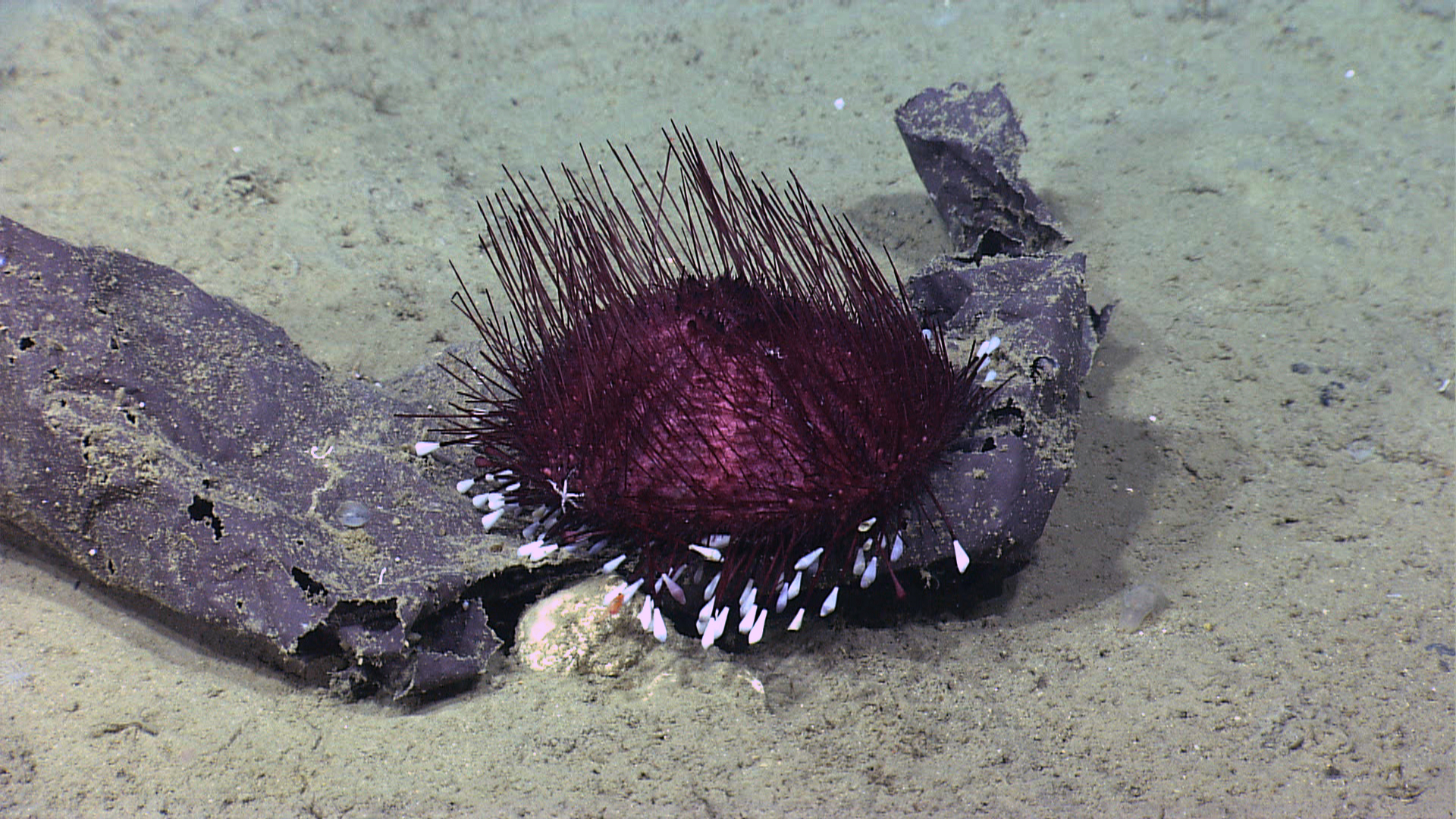

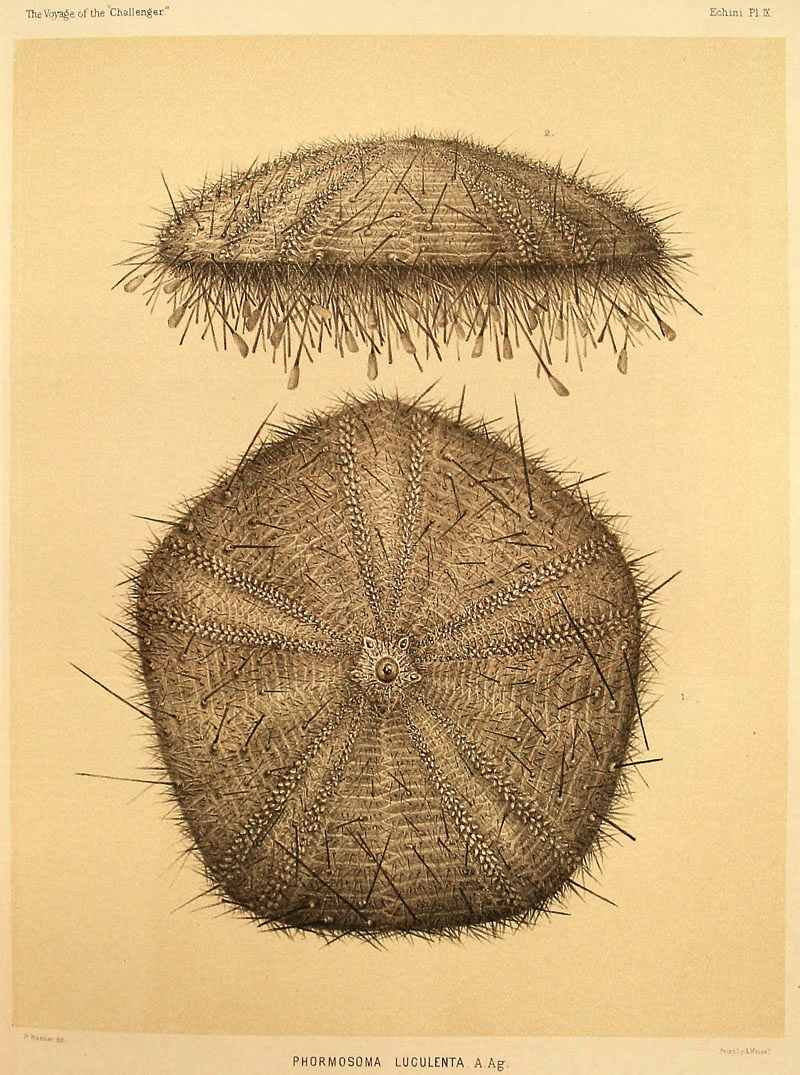
Illustration d'Alexander Agassiz issue de l'Expédition du Challenger (Hygrosoma luculentum)